# Kerstinbo
Kerstinbo is een plaats in de gemeente Heby in het landschap Uppland en de provincie Uppsala län in Zweden. De plaats heeft 51 inwoners (2005) en een oppervlakte van 13 hectare.